# Caccobius jessoensis
Caccobius jessoensis là một loài bọ cánh cứng trong họ Bọ hung (Scarabaeidae).